# Burg Latsch
Burg Latsch ist ein mittelalterliches Bauwerk und vormalige  Wasserburg im Ortskern der Gemeinde Latsch im Vinschgau in Südtirol. Ursprünglich handelte es sich lediglich um einen, von einem Wassergraben (einzigartig im gesamten Vinschgau) umgebenen, zinnenbewehrten fünfstöckigen Wohnturm. Durch spätere Um- und Anbauten wurde die Anlage jedoch so stark verändert, dass der originale Eindruck völlig verwischt wurde. Der Wohnturm hat eine Höhe von 21 Metern und misst 8 Meter im Quadrat. Der Eingang lag früher im ersten Stock, Mauerreste lassen darauf schließen, dass sich an der nördlichen Wand ein Aborterker befunden haben muss. Spätgotische Teile des Bauwerks lassen auf einen Umbau im 15. Jahrhundert schließen, auch wurde möglicherweise im gleichen Zeitraum im nördlichen Burghof eine Kapelle errichtet und 1472 der Hl. Maria geweiht. Am Eingang befindet sich noch ein Wappenstein derer von Annenberg aus dem 15. Jahrhundert.

## Historie
Erbaut wurde der 1297 erstmals als „turris magna in Laetsch“ erwähnte Turm wahrscheinlich durch den Tiroler Landesherrn, den Grafen Meinhard II., der diesen an den „officialis“ Otto von Latsch zu Lehen gab. Letzterer wird in den Tiroler Raitbüchern erstmals 1290 erwähnt, er übte von hier die Niedere Gerichtsbarkeit aus. 
Nachdem der Gerichtssitz nach Schlanders verlegt worden war, gelangte die Burg im Jahre 1313 durch Erbschaft von Heinrich Marschall von Laubers an Heinrich vom Thurm zu Meran und Partschins aus der Familie der Tolde von Meran (auch nur Heinrich von Partschins genannt). Als Heinrich 1364 starb teilten die Brüder Heinrich, Konrad, Anton und Johann das väterliche Erbe unter sich auf. Burg Latsch fiel an Heinrich von Annenberg. Im Besitz dieser Familie, die sich da schon „von Annenberg“ nannte und auch im Besitz der Burg Annenberg war, verblieb Burg Latsch dann bis zum Tod des letzten Annenbergers, Leopold von Annenberg, im Jahre 1695. Durch Erbschaft gelangte das Bauwerk dann an die Grafen Hendl, die auf dem benachbarten Schloss Goldrain ihren Sitz hatten. Nachdem im Schwabenkrieg, wohl als unmittelbare Auswirkung der Schlacht an der Calven, das Gerichtsgebäude in Schlanders niedergebrannt worden war, dachte man auch daran, das Gericht wieder in den Turm von Latsch zu verlegen – ein Vorhaben, das jedoch nicht realisiert wurde.
Im Jahre 1770 brach auf der Burg ein Brand aus, der zum Totalverlust des Gebäudes führte. Ein Wiederaufbau hat nicht stattgefunden, Kaiserin Maria Theresia gab die zu diesem Zeitpunkt als Ruine bezeichnete Burg dem Grafen Johann Michael von Mohr zu Lehen. Die Grafen Mohr besaßen im Vinschgau bereits  mehrere Anwesen, so die Burgen Obermontani und Untermontani.
Im Jahre 1813 wurde in Latsch eine neue Kirche errichtet und die Burgruine, wie oftmals üblich, als Steinbruch benutzt. Eine Juliana von Martin kaufte dann 1826 die Ruine und begann 1842 mit der Wiederherstellung, die jedoch durch das Hinzufügen respektive den Anbau von Gebäuden an den Turm das Aussehen der vormaligen Wasserburg völlig veränderte. 
Über Josefa von Braitenberg, geb. Martin, kam Burg Latsch dann in den Besitz von Dr. Franz von Braitenberg aus Bozen, dessen Familie dann die Burg etwa 1950 schließlich dem Bauern Hermann Oberhofer aus Latsch verkaufte. Familie Oberhofer, in deren Besitz die Burg heute noch ist, ließ in den Jahren 2002–2007 umfangreiche Sanierungsarbeiten sowohl im Innen- als auch Außenbereich vornehmen. Ein Betreten ist nicht möglich.